# Lijst van Griekse kazen

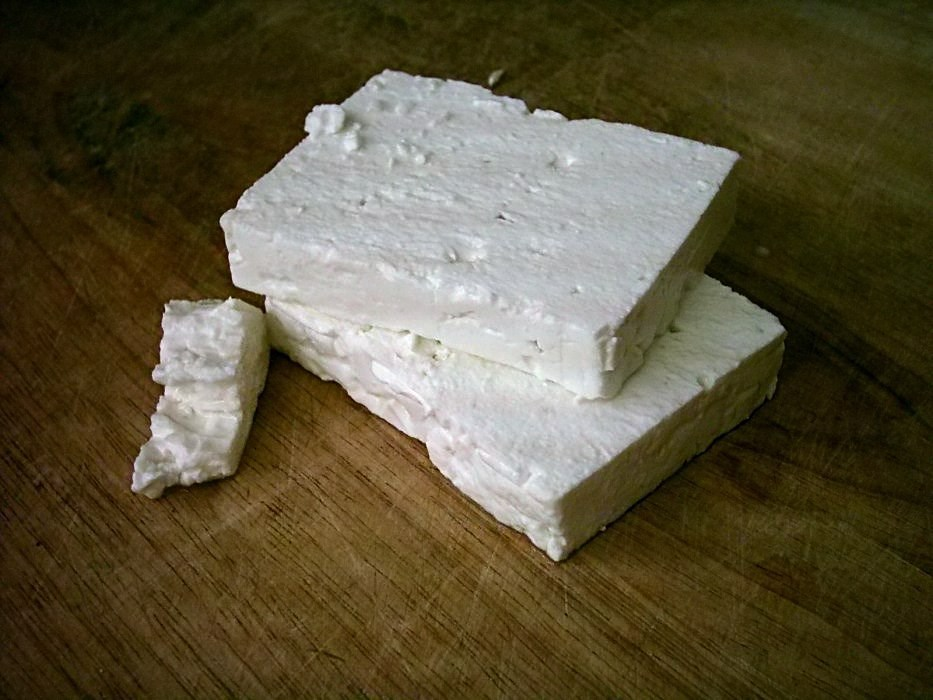
Feta

Dit is een lijst van kazen uit Griekenland.

## A
- Anevato: zachte kaas van geitenmelk
- Anthótyros: variant op mizíthra, zachte ongezouten volvette kaas

## B
- Bátzos: zurig-scherpe halfzachte kaas van schapen- of geitenmelk

## C
- Challoumi: zie Halloumi
- Chloro: harde of zachte kaas van geitenmelk van het eiland Santorini
- Chloro Vinsanto: zachte kaas van geitenmelk, ingemaakt in wijn

## F
- Feta: zachte, iets brokkelige schapenkaas
- Formaéla: cilindervormige harde kaas van schapenmelk met scherpe smaak

## G
- Galotyri: witte smeerbare kaas met zeer scherpe smaak
- Graviéra: harde lichtgele kaas van koemelk, lijkt op Gruyère

## H
- Halloumi: vette smakelijke kaas van schapen/geitenmelk. Wordt alleen op Cyprus gemaakt

## K
- Kalatháki Lemnou: zachte kaas van schapenmelk
- Kasséri: halfzachte lichtgele schapenkaas, licht pikant
- Kathura: zachte geitenkaas, vergelijkbaar met mozzarella
- Kefalograviéra: pikante lichtgele kaas van koe/schapenmelk
- Kefalotyri: pikante zoute harde kaas van schapen/geitenmelk
- Katíki Domokou: witte, zachtzurige, romige geiten/schapenkaas, uit het gebied van Domokos
- Kopanistí: pikante smeerbare schimmelkaas van schapenmelk
- Krassotýri (Póssias of Ghiloméno): in wijn ingemaakte harde kaas van schapenmelk

## L
- Ladotyri Mytilinis: Traditionele kaas uit Lesbos gemaakt van gepasteuriseerde schapen- en geitenmelk

## M
- Manoúri: milde zachte kaas van schapenmelk
- Megíthra: kruidige pittige kaas met thijm en/of oregano, gerijpt in geitenhuid
- Metsovóne: gerookte harde kaas
- Myzíthra: zachte kaas van schapenmelk, lijkt op manoúri

## P
- Petrotýri: harde, tussen stenen geperste kaas van koemelk
- Pichtogalo Chanion: zachte kaas van schapenmelk
- Prétza: zachte, zeer scherpe kaas

## S
- San Michali: pikante harde kaas van koemelk
- Sféla: scherpe kaas van schapen/geitenmelk

## T
- Telemés: als feta, maar van koemelk
- Tiri Tiraki: kaas van koemelk, specialiteit van Tinos
- Touloumotýri: scherpe zachte kaas van geitenmelk, wordt gerijpt in een geitenhuid met de behaarde kant naar binnen gekeerd om het speciale aroma te verkrijgen

## X
- Xynomyzithra: een soort vette hüttenkäse, meestal pikant en zout
- Xynotyri: geitenkaas van Naxos